# Theodor von Neuhoff
Theodor von Neuhoff o Teodor de Neuhoff (1696-1756) fou rei de Còrsega del 1736 al 1741.
Va néixer a Metz el 1696, en una família de nobles de Westfàlia, i entre els seus parents hi havia el baró de Dost, comandant de l'orde Teutònic a Colònia, i el general Wachtendonck, que va dirigir la campanya imperial a Còrsega el 1731-1732. El seu blasó estava format per tres anells de plata en fons sable (negre).
El seu pare va morir jove (amb 34 anys) i la seva mare, filla d'un mercader de Lieja, es va posar sota la protecció del comte de Mortagne i va morir sis anys després. Teodor, el seu germà i la seva germana foren educats pel comte de Mortagne; la germana es va casar amb el Comte de Trevoux. Teodor fou patge amb la duquessa d'Orleans. Gràcies a la duquessa va esdevenir tinent al regiment d'Alsàcia. Tenia tendència cap al joc i les dones i li agradava l'aventura. Aviat va passar al servei del baró Goetz, ambaixador suec, i després va treballar per la cort espanyola al servei del cardenal Alberoni i del duc de Riperda, primers ministres dels reis espanyols.
A la cort espanyola es va casar amb Sofia d'Ormon de Kilmaneck, filla d'un noble catòlic partidari dels Stuart d'Escòcia. Va tenir una filla però va tenir problemes al matrimoni a causa de la manca de diners. Fou nomenat coronel. Aviat va empenyorar les joies de la dona per poder organitzar el regiment i després no va poder pagar.
Era en missió a Holanda quan es va trobar amb l'ambaixador austríac que el va enviar a Gènova a buscar informació sobre el problema cors. El 1732 es va entrevistar amb gent del govern genovès però també (a Toscana) amb els caps principals de la revolta: Ceccaldi, Rafalli i Orticoni. Segons va dir després fou el seu informe el que va decidir a l'emperador a la pau del maig del 1732 (tractat de Corté) que va acordar autonomia a l'illa però que no fou respectat per Gènova.
El 1735 es va tornar a entrevistar amb els líders cors als que va donar la raó en les queixes contra Gènova pel trencament del pacte de Corté. Arran d'aquestes entrevistes va deixar el servei d'Espanya i de l'emperador i va començar a treballar per ell mateix. Se’n va anar a Tunísia durant un any i va preparar una expedició, recaptant fons i comprant armes. No se sap d'on van sortir els diners, i s'especula que fou per un acord amb el soldà otomà, o potser li fou donat pel govern angles.
El 20 de març de 1736 un vaixell angles el va desembarcar amb uns tres mil fusells i altres materials (especialment bótes) i diners, a un port proper d'Alèria. Aquest armament fou molt ben rebut pels rebels. Teodor fou allotjat per la família Matra. El seu caràcter i oratòria (assegurant que podia mobilitzar als governs europeus i a aristòcrates d'arreu a favor de Còrsega) el van fer esdevenir molt popular i els rebels estaven mancats d'un líder. Centenars de caps cors se li van presentar per lluitar a les seves ordres. Per mobilitzar als governs i als possibles aliats, Teodor va dir que caldria que el feren rei i que el territori tingués llibertat religiosa. La corona havia estat oferta al rei d'Espanya sense èxit i calia fer alguna cosa. L'assemblea del rebels va acceptar a Teodor com a rei però amb condicions: serà una monarquia constitucional on el parlament disposarà d'importants responsabilitats i on els càrrecs principals haurien d'estar en mans de cors. El rei hauria de viure a l'illa i només podria tenir una guàrdia personal estrangera reduïda. Fins i tot notables progenovesos com els Ortoli, Durazzo i Della Rocca, es van sotmetre al rei. El rei va crear un grapat de títols nobiliaris de comte i marques i decoracions (l'orde de la clau d'or o l'ordre de l'entrega). Va dirigir l'atac a les places fortes genoveses i no va dubtar en fer ajusticiar als traïdors a la causa nacional.
Aviat però es va introduir el desencís; algun setges es van interrompre; l'ajut estranger no va arribar i mancava el diner; i Gènova tenia als seus agents que subornaven i assassinaven (per exemple a Fabiani, el governador de Balagne, assassinat a Stazzona el 1735) i diplomàticament bloquejava el reconeixement de Còrsega.
El 10 de novembre de 1736 el rei va decidir a sortir del país per anar a buscar socors personalment. Va passar a Livorno i després per totes les capitals europees; va rebre el suport d'alguns banquers holandesos. El 12 de juliol de 1737 els genovesos van signar un tractat amb França per enviar tropes a l'illa.
Teodor va tornar a l'illa el 15 de setembre de 1738 amb els quals va comprar 174 canons, 3000 fusells, 50000 quilos de pólvora i 100000 quilos de plom. El general Mathieu de Dost, cosí seu, l'acompanyava i va esdevenir responsable militar. Fou acollit triomfalment però tenia el recel d'alguns líders, que consideraven que els havia enganyat i que calia el suport d'una potència estrangera per triomfar. Teodor només va poder romandre a Còrsega unes setmanes i va tornar a marxar a cercar més ajut. El seu nebot Frederic von Neuhoff, que era al seu costat des del 1736 va lluitar fins al 3 d'octubre de 1740 en què va haver d'embarcar cap a Livorno.
El 7 de gener de 1743, procedent de Londres, va passar per Lisboa, Villefranche i Livorno amb un vaixell escortat per deu vaixells anglesos, amb un carregament d'armes important però no el va poder desembarcar perquè no va poder pagar als transportistes, que no van acceptar la seva paraula que els ho pagarien a Còrsega.
L'abril de 1744 era refugiat a Siena, el 1746 a Torí, el 1747 a Viena, el 1748 a Amsterdam i el 1749 a Gran Bretanya. A Londres fou empresonat per deutes fins al 6 de desembre de 1756, morint pocs dies després (11 de desembre de 1756) a la casa d'un artesà jueu del Soho. El seu epitafi diu: "prop d'aquí és enterrat Teodor, Rei de Còrsega, que va morir a aquesta parròquia l'11 de desembre de 1756 immediatament després d'haver deixat la presó reial per insolvent, i com a conseqüència designa el seu regne per l'ús dels seus creditors".